# Vespa 150 TAP
Le Vespa 150 TAP (TAP pour « troupes aéroportées ») ou « Bazooka Vespa » est un scooter Vespa modifié pour transporter un canon sans recul M20 de 75 mm. Il a été utilisé à la fin des années 1950 et début des années 1960 par les troupes aéroportées françaises pendant la guerre d'Algérie.
Construit par les Ateliers de Construction de Motocycles et d'Automobiles (ACMA) entre 1956 et 1959, un assembleur sous licence de Piaggio en France, ce scooter relativement bon marché permettait de déployer rapidement par largage en parachute une équipe de deux personnes (tireur et chargeur) avec un véhicule.
Le canon n'a jamais été conçu pour être tiré depuis le scooter, qui est uniquement un moyen de transport. Le canon était ainsi monté sur un trépied pliable livré avec le scooter.
Environ 600 de ces scooters ont été produits.
Le véhicule venait avec une petite remorque, deux jerrycans de carburant et six cartouches de 75 mm, et avait une autonomie de 200 km.

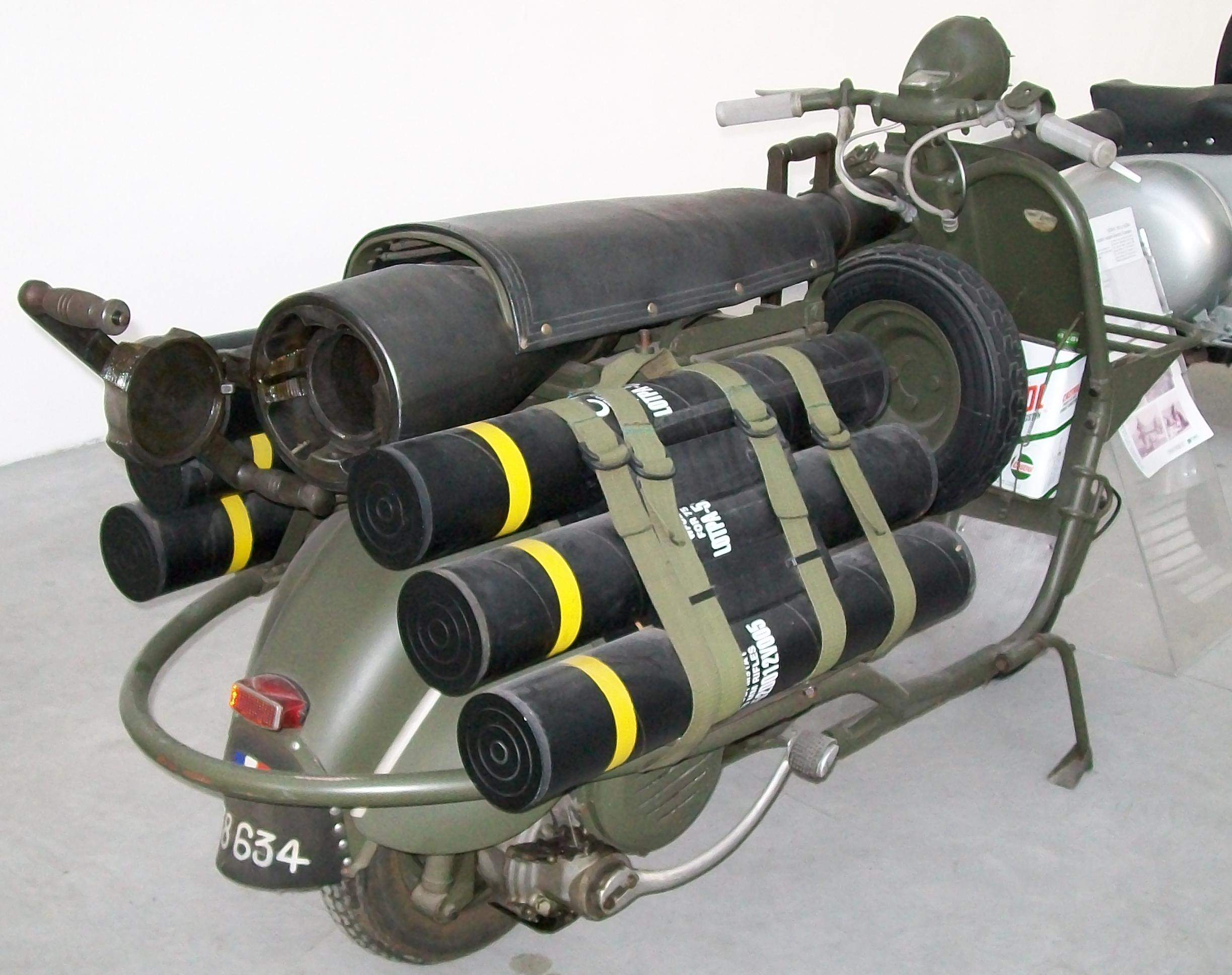
Vue arrière.